# Phalacrocorax chalconotus
Phalacrocorax chalconotus là một loài chim trong họ Phalacrocoracidae.
Đây là loài đặc hữu phần cực nam của đảo Nam của New Zealand, từ bán đảo Otago nam đến eo biển Foveaux, và đến đảo Stewart / Rakiura.